# Kyle Richardson
Kyle Richardson (ur. 13 maja 1987 w Brisbane) – australijski pływak, specjalizujący się  w stylu dowolnym, motylkowym i zmiennym.
Mistrz świata z Szanghaju (2011) w sztafecie 4 x 100 m stylem zmiennym. Srebrny i brązowy medalista mistrzostw świata ze Stambułu (2012) w sztafetach 4 x 200 i 4 x 100 m stylem dowolnym. Dwukrotny mistrz igrzysk wspólnoty brytyjskiej z Nowego Delhi (2010).